# 瓦特维莱尔
瓦特维莱尔（法語：Wattwiller，法語發音：[vatvilɛʁ] ⓘ）是法国上莱茵省的一个市镇，属于坦恩-盖布维莱尔区。

## 地理
瓦特维莱尔（47°50'11"N, 7°10'48"E）面积13.61 平方千米，位于法国大東部大區上莱茵省，该省份为法国东部内陆省份，是阿尔萨斯的一部分，今与下莱茵省组成了阿尔萨斯欧洲集体，其北临下莱茵省，西接孚日省，西南接贝尔福地区省，东侧沿莱茵河与德国相望，南与瑞士接壤。
与瓦特维莱尔接壤的市镇（或旧市镇、城区）包括：苏尔茨-上莱茵、永戈尔茨、贝尔维莱尔、于福尔茨、阿特曼斯维莱尔、维奈姆。

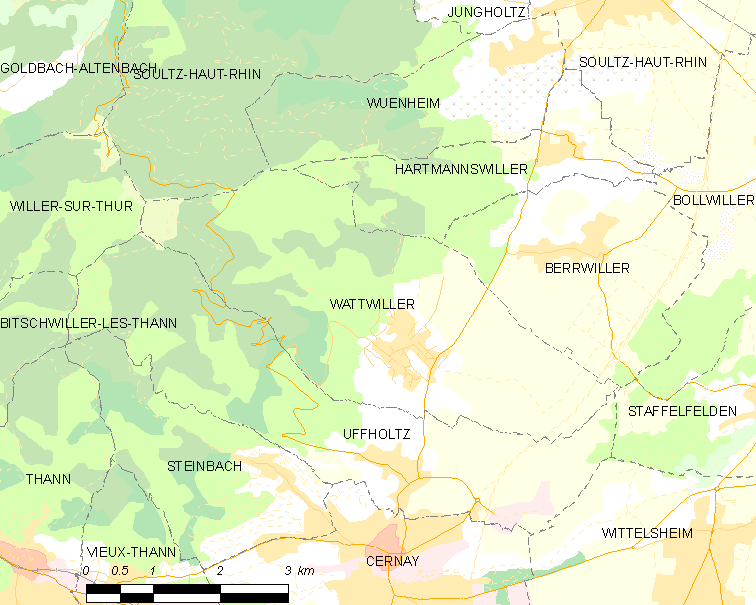
瓦特维莱尔的OSM定位图

瓦特维莱尔的时区为UTC+01:00、UTC+02:00（夏令时）。

## 行政
瓦特维莱尔的邮政编码为68700，INSEE市镇编码为68359。

## 政治
瓦特维莱尔所属的省级选区为塞尔奈县。

## 人口

1962-2008年间瓦特维莱尔人口变化图示

瓦特维莱尔于2022年1月1日时的人口数量为1648人。